# 카터 맥킨타이어

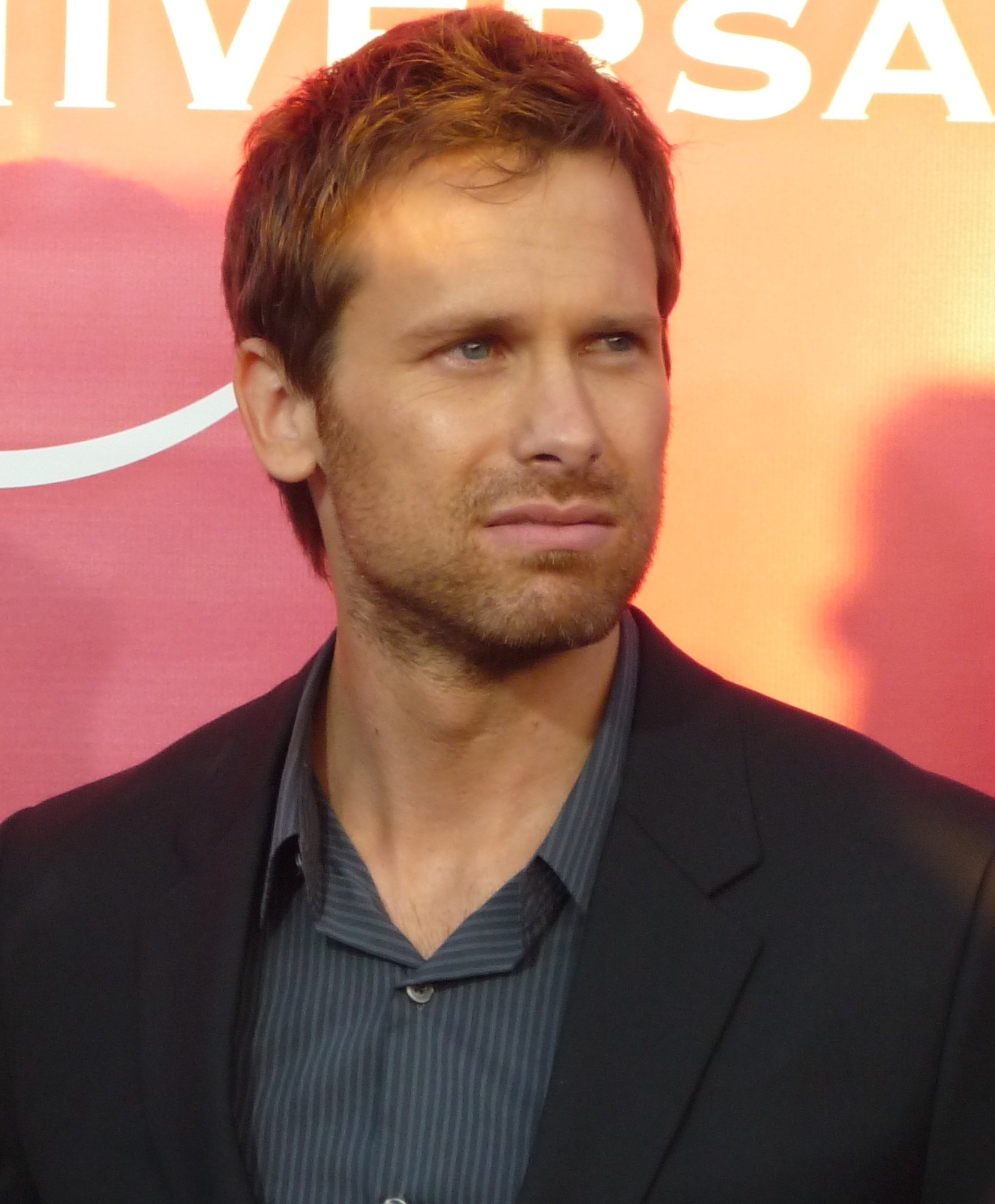

카터 맥킨타이어(Carter MacIntyre, 1979년 ~ )는 미국의 배우, 텔레비전 배우이다.
애틀랜타에서 태어났다.

## 방송
- 벤치드
- 체인지 디바 4
- 언더커버스

## 영화
- 헌터 킬러 (2018년) - 브라이언 에드워즈 역
- 어 비기너즈 가이드 투 스너프 (2016년)
- 벤치드 (2014년)
- 언더커버스 (2010년) - 레오 역
- 아메리칸 헤이레스 (2007년)